# Chalvagne
Pour les articles homonymes, voir Chalvagne (homonymie).
La Chalvagne est une rivière française du département Alpes-de-Haute-Provence de la région Provence-Alpes-Côte d'Azur et un affluent droit du Var.

## Géographie
De 15,1 kilomètres de longueur, la Chalvagne prend sa source sur la commune de Val-de-Chalvagne, sur l'Ubac de Montelas, à 1 250 mètres d'altitude.
Il coule globalement du sud-ouest vers le nord-est.
Il conflue sur la commune d'Entrevaux, à 470 mètres d'altitude.

### Communes et cantons traversés
Dans le seul département des Alpes-de-Haute-Provence, la Chalvagne traverse les deux communes suivantes, dans le sens amont vers aval, de Val-de-Chalvagne (source), Entrevaux, (confluence).
Soit en termes de cantons, la Chalvagne prend source et conflue dans le même canton de Castellane, dans l'arrondissement de Castellane.

### Toponyme
La Chalvagne a donné son hydronyme à la commune source de Val-de-Chalvagne.

### Bassin versant
La Chalvagne traverse une seule zone hydrographique Le Var du Coulomp à la Roudoule (Y604) est de 749 km2. Ce bassin versant est composé à 96,71 % de « forêts et milieux semi-naturels », à 3,23 % de « territoires agricoles », à 0,09 % de « territoires artificialisés ».
Le bassin versant de la Chalvagne concerne au moins les quatre communes de Ubraye, Amirat, Val-de-Chalvagne et Entrevaux.

## Affluents

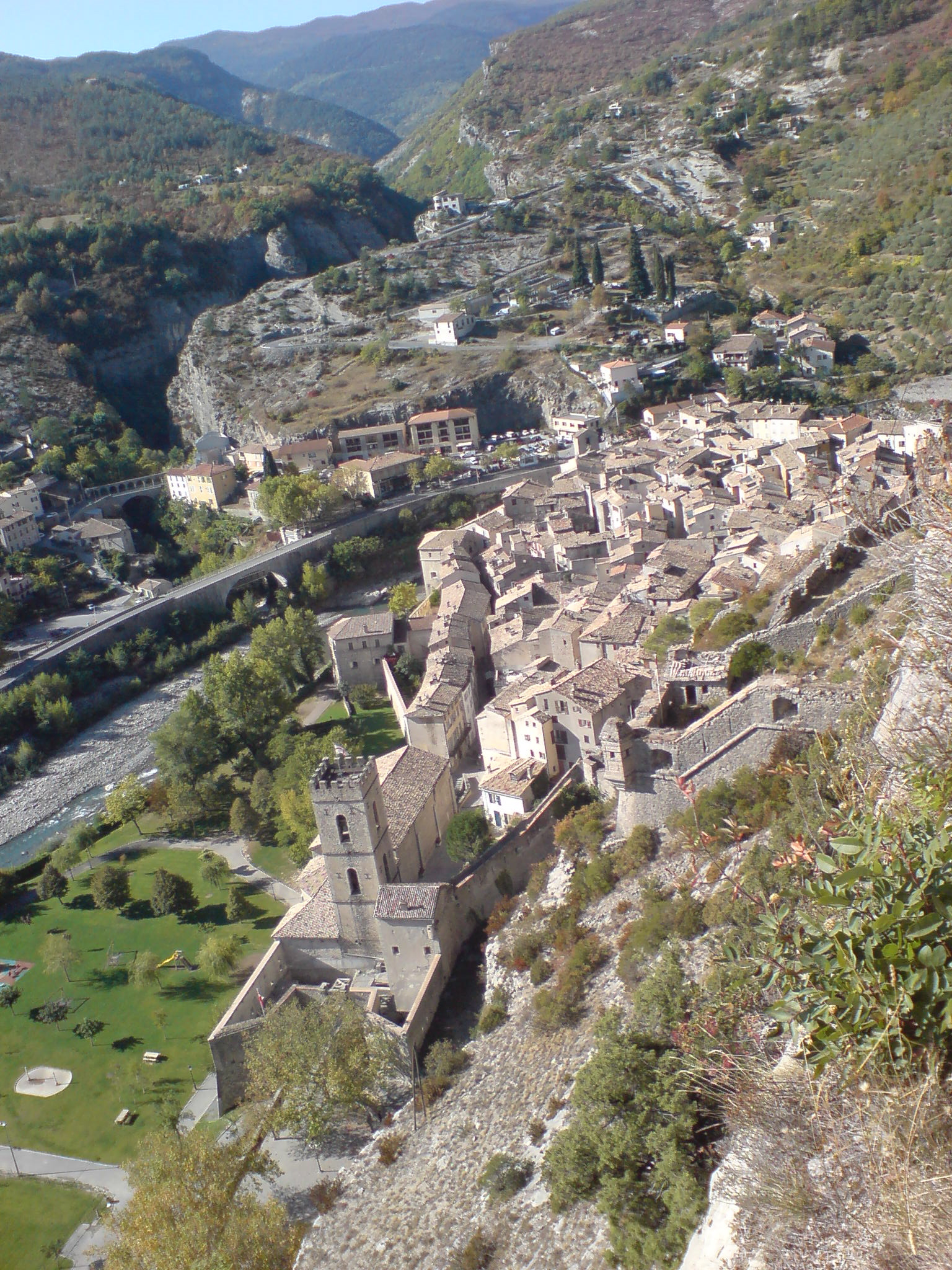
Les Gorges de la Chalvagne au fond de la vue d'Entrevaux.

La Chalvagne a huit tronçons affluents référencés :
- le ravin des Tuves (rd) 0,4 km, sur la seule commune de Val-de-Chalvagne.
- le ravin de Paillon (rg), 3,7 km sur les deux communes de Ubraye (source) et Val-de-Chalvagne (confluence) avec trois affluents :
  - le ravin des Buis (rg), 1,2 km sur la seule commune de Val-de-Chalvagne.
  - le ravin du Gros Vallon (rg), 1,1 km sur la seule commune de Val-de-Chalvagne.
  - le ravin de la Combe Dorade (rg), 1,2 km sur la seule commune de Val-de-Chalvagne.
- le ravin des Cognas (rg), 1,4 km sur la seule commune de Val-de-Chalvagne.
- le ravin de l'Ajas (rg), 1,1 km sur la seule commune de Val-de-Chalvagne.
- le ravin de la Pinée (rd), 1,7 km sur la seule commune de Val-de-Chalvagne.
- la vallon du Castellet (rd), 3,4 km sur les deux communes de Amirat (source) et de Val-de-Chalvagne (confluence) avec trois affluents :
  - le vallon du Pestré (rg), 1,7 km sur la seule commune d'Amirat.
  - le ravin de Fontanil (rd), 1,2 km sur les deux communes de Amirat (source) et de Val-de-Chalvagne (confluence).
  - le ravin de l'Ubac (rd), 1,4 km sur les deux communes de Amirat (source) et de Val-de-Chalvagne (confluence).
- le ravin du Tric (rg), 3,3 km sur la seule commune de Val-de-Chalvagne.
- la Ribière (rg), 5,3 km sur les deux communes de Val-de-Chalvagne (source) et Entrevaux (confluence), avec deux affluents :
  - le ravin de Gueidon (rd), 2,5 km sur la seule commune de Val-de-Chalvagne.
  - le ravin du Farnet (rg), 2,5 km sur les deux communes de Val-de-Chalvagne (source) et Entrevaux (confluence).

Le rang de Strahler est donc de trois.